# سی‌اچ‌اس
سی‌اچ‌اس (به انگلیسی: CHS) شرکت تعاونی ثانویه کشاورزی آمریکایی است، که ریشه‌های تأسیس آن به سال ۱۹۳۱ و راه‌اندازی شرکت سینکس، در سنت پل، مینه‌سوتا بازمی‌گردد. در سال ۱۹۹۸ دو شرکت سینکس و هاروست استیتس کوپریتیو، با هم ادغام شدند، که در پی آن، شرکت سینکس هاروست استیتس (به انگلیسی: Cenex Harvest States) تشکیل شد و در سال ۲۰۰۳ نام آن، به سی‌اچ‌اس تغییر پیدا کرد.
شرکت سی‌اچ‌اس هم‌اکنون در زمینه تجارت کالاها و محصولات کشاورزی، تولید و عرضه خوراک دام، حمل‌ونقل و توزیع عمده بذر، کود، سویا و روغن‌های خوراکی، همچنین ارائه خدمات بیمه‌های اموال و سرمایه‌گذاری در صنعت کشاورزی فعالیت می‌نماید. این شرکت همچنین دارای دو پالایشگاه نفت در شهرهای لرل، مونتانا و مک‌فرسون، کانزاس می‌باشد و به توزیع و فروش بنزین، سوخت دیزل نیز اشتغال دارد.
دفتر مرکزی این شرکت در شهر اینور گروو هیتس، مینه‌سوتا، ایالات متحده آمریکا قرار دارد و بخشی از سهام آن در بازار بورس نزدک معامله می‌شود. شرکت سی‌اچ‌اس در سال ۲۰۱۲ در فهرست فرچون ۵۰۰ رتبه ۶۹ از بزرگترین شرکت‌های ایالات متحده را به خود اختصاص داد.